# Snježana Petika
Snježana Petika (* 15. November 1967 in Vinkovci, SFR Jugoslawien, geborene Snježana Pavlović) ist eine ehemalige kroatische Handballspielerin, die in den Jahren 1995, 1997, 1998, 1999, 2002 und 2003 zur kroatischen Handballerin des Jahres gewählt wurde. Mittlerweile ist sie als Handballtrainerin tätig.

## Karriere

### Im Verein
Petika spielte anfangs Handball in Vinkovci. Im Jahr 1987 wechselte die im linken Rückraum agierende Spielerin zum damaligen jugoslawischen Zweitligisten ŽRK Podravka Koprivnica, mit dem sie drei Jahre später in die höchste jugoslawische Spielklasse aufstieg. Nach der Unabhängigkeit von Kroatien trat ŽRK Podravka Koprivnica in der höchsten kroatischen Spielklasse an. Zwischen 1993 und 1999 gewann sie mit dem Verein alljährlich sowohl die kroatische Meisterschaft als auch den kroatischen Pokal. In der Saison 1994/95 stand sie erstmals mit Podravka Koprivnica im Finale der EHF Champions League, in dem die Mannschaft gegen die österreichische Mannschaft von Hypo Niederösterreich unterlag. Petika erzielte in dieser Spielzeit die meisten Treffer in der EHF Champions League. Im darauffolgenden Jahr standen sich Podravka Koprivnica und Hypo Niederösterreich erneut im Finale der EHF Champions League gegenüber, wobei diesmal der Verein aus Kroatien als Sieger hervorging. Petika verteidigte dabei ihren Titel als Torschützenkönigin der EHF Champions League. Im selben Jahr errang sie mit Podravka Koprivnica die EHF Champions Trophy.
Nachdem Petika ab 1999 für zwei Jahre pausierte, lief sie nochmals in den Spielzeiten 2001/02 und 2002/03 für Podravka Koprivnica auf. In beiden Spielzeiten konnte sie jeweils das nationale Double gewinnen. Anschließend beendete sie ihre Karriere. Während ihrer Karriere erzielte sie 4146 Treffer in 673 Spielen für Podravka Koprivnica.

### In Auswahlmannschaften
Petika nahm im Jahr 1991 mit der jugoslawischen Nationalmannschaft an den Mittelmeerspielen teil und gewann den Handballwettbewerb. Nach dem Zerfall Jugoslawiens gehörte sie dem Kader der kroatischen Nationalmannschaft an. Petika trat mit dieser Auswahlmannschaft ebenfalls bei den Mittelmeerspielen an, mit der sie 1993 die Goldmedaille sowie 1997 die Silbermedaille gewann. Während ihrer aktiven Zeit war bei der Europameisterschaft der fünfte Platz im Jahr 1994 sowie bei der Weltmeisterschaft der sechste Platz im Jahr 1997 die besten Platzierungen mit der kroatischen Auswahl.

### Als Trainerin
Petika engagierte sich nach ihrem Karriereende als Jugendtrainerin bei Podravka Koprivnica. Mehrmals gewannen ihre betreute Mannschaften die kroatische Jugendmeisterschaft. Weiterhin war sie im Nachwuchsbereich des kroatischen Handballverbandes als Trainerin tätig. Im Jahr 2017 übernahm sie die Damenmannschaft von Podravka Koprivnica. Sie betreute die Mannschaft eine Spielzeit, in der Podravka Koprivnica die Meisterschaft gewann. Petika übernahm im Jahr 2017 sie das Co-Traineramt der kroatischen Nationalmannschaft, das sie bis zum Jahr 2023 bekleidete.

## Sonstiges
Ihre Tochter Tena Petika spielt ebenfalls Handball.